# قصريك (روضة تشاي)
قصريك هي قرية في مقاطعة أرومية، إيران. عدد سكان هذه القرية هو 358 في سنة 2006.